# Vincent Connare

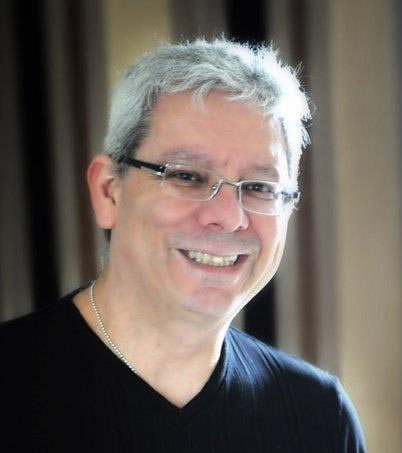
Vincent Connare (2012)

Vincent Connare (Boston, 26 september 1960) is een voormalige Amerikaanse letterontwerper die intern voor Microsoft Corporation werkte.
Onder zijn creaties vallen de lettertypen Comic Sans, Trebuchet MS, welke beiden nog steeds standaard geleverd worden bij de releases van Microsoft Windows.
Naast lettertypen voor gewone tekst heeft hij lettertype Marlett digitaal ingetekend, die werd gebruikt voor de in grootte schaalbare icoontjes van Microsoft Windows sinds 1995, en tekende onderdelen van het dingbat lettertype Webdings geleverd bij de internetbrowser Internet Explorer.
Connare werkt momenteel bij Dalton Maag, een onafhankelijke Engelse ontwerpstudio voor lettertypen.